# Fideikomis (prawo rzymskie)
Fideikomis (fideicommissum) – w prawie rzymskim rodzaj zapisu polegający na nieformalnym poleceniu przez testatora wydania pewnych składników majątku spadkowego osobie trzeciej, zwanej fideikomisariuszem. Fideikomis mógł obciążać nie tylko dziedzica, ale także legatariusza oraz beneficjenta jakiejkolwiek innej czynności prawnej mortis causa (ogólnym terminem określającym osoby zobowiązane do dokonania fideikomisu był fiduciarius, powiernik). Fideikomis nie musiał być zawarty w testamencie, mógł być zawarty w kodycylu lub ustanowiony w inny sposób. Sformułowanie fideikomisu nie wymagało jakichkolwiek formalnych wymogów w zakresie użytych przez testatora słów.
Początkowo fideikomis nie był chroniony prawnie i jego wykonanie zależało wyłącznie od bona fides fiduciariusza. W okresie pryncypatu fideikomisowi przyznano wpierw ochronę prawną ze strony pretora w drodze postępowania nadzwyczajnego, a następnie ustanowiono urząd dwóch pretorów fideikomisarnych (praetores fideicommissarii). Za czasów rządów cesarza Justyniana zniesiono różnice między legatem a fideikomisem.
Szczególnym przypadkiem fideikomisu był fideikomis uniwersalny.